# Arma secretă
Arma secretă este al 12-lea album lansat de trupa Paraziții în data de 24 mai 2019. A fost înregistrat în perioada 1 octombrie 2018 - 25 februarie 2019.
Albumul poate fi cumpărat în format fizic de pe site-ul oficial 20CM Records și în format digital si pe Spotify.

## Lista pieselor
| #  | Titlu                                   | Lungime |
| -- | --------------------------------------- | ------- |
| 1  | Intro                                   | 0:55    |
| 2  | Lacrimi de ceară                        | 2:22    |
| 3  | Căpitane, raportez!                     | 2:50    |
| 4  | Antimiliție                             | 3:28    |
| 5  | Marfă curată                            | 2:54    |
| 6  | Hash Thug Rezist                        | 3:23    |
| 7  | Arma secretă                            | 3:31    |
| 8  | Să nu mă iubești                        | 2:46    |
| 9  | Cuvintele omoară tot (ft. Daniel Lazăr) | 4:20    |
| 10 | Parc-aș f**e ceva                       | 3:15    |
| 11 | Ăsta e rap                              | 3:34    |

## Controverse
Pentru melodia "Antimiliție" în care Paraziții jignea Poliția Română, trupa a fost dată în judecată. Până la urmă Paraziții reușește să câștige procesul.